# Sam Chedgzoy
Sam Chedgzoy, né le 27 janvier 1889 à Ellesmere Port (Angleterre), mort le 7 janvier 1967 à Montréal (Canada), est un footballeur anglais, qui évoluait au poste d'ailier à Everton et en équipe d'Angleterre. 
Chedgzoy n'a marqué aucun but lors de ses huit sélections avec l'équipe d'Angleterre entre 1915 et 1922. 

## Carrière
- 1910-1926 : Everton
- 1926-1930 : New Bedford Whalers
- 1930-1939 : Montreal Carsteel

## Palmarès

### En équipe nationale
- 8 sélections et 0 but avec l'équipe d'Angleterre entre 1915 et 1922.

### Avec Everton
- Vainqueur du Championnat d'Angleterre de football en 1915.